# Santa Maria de Benat
Santa Maria de Benat és una capella del poble de Benat, pertanyent a la comuna del Tec, a la comarca del Vallespir (Catalunya del Nord).
Està situada a prop de l'extrem nord-oest del veïnat, al costat de Cal Peire.